# Crassichroma viridis
Crassichroma viridis là một loài bọ cánh cứng trong họ Cerambycidae.